# Sergio Almaguer
Sergio Almaguer (Monterrey, 16 de maio de 1969) é um ex-futebolista mexicano que atuava como defensor.

## Carreira
Sergio Almaguer integrou a Seleção Mexicana de Futebol na Copa América de 1999.